# Боґушиці (Голеньовський повіт)
Боґушиці (пол. Boguszyce, нім. Ottendorf) — село в Польщі, у гміні Новоґард Голеньовського повіту Західнопоморського воєводства.
Населення — 118 осіб (2011).
У 1975-1998 роках село належало до Щецинського воєводства.

## Демографія
Демографічна структура станом на 31 березня 2011 року:
|          | Загалом | Допрацездатний вік | Працездатний вік | Постпрацездатний вік |
| -------- | ------- | ------------------ | ---------------- | -------------------- |
| Чоловіки | 65      | 16                 | 47               | 2                    |
| Жінки    | 53      | 13                 | 33               | 7                    |
| Разом    | 118     | 29                 | 80               | 9                    |